# Sorrento (Floride)
Pour les articles homonymes, voir Sorrento.
La census-designated place de Sorrento est située dans le comté de Lake, dans l’État de Floride, aux États-Unis. Lors du recensement de 2000, sa population a été estimée à 765 habitants.

## Démographie
| 2000 | 2010 | - | - | - | - |
| ---- | ---- | - | - | - | - |
| 765  | 861  | - | - | - | - |

## Source
- (en) Cet article est partiellement ou en totalité issu de l’article de Wikipédia en anglais intitulé « Sorrento, Florida » (voir la liste des auteurs).